# 小行星26970
小行星26970（26970 Eliáš）是一颗绕太阳运转的小行星，为主小行星带小行星。该小行星于1997年9月23日发现。

## 轨道参数
小行星26970的轨道半长轴为2.8668796 UA，离心率为0.07。